# وزارة التجهيز والماء (المغرب)
وزارة التجهيز والماء هي وزارة تابعة للحكومة المغربية، وتشرف على قطاع التجهيز والماء والأرصاد الجوية.

## المؤسسات التابعة للوزارة
- المديرية العامة للأرصاد الجوية